# Aad Koudijzer
Arend Aad Koudijzer est un footballeur et entraîneur néerlandais né le 15 décembre 1947 à Maassluis.

## Biographie
Il a évolué comme attaquant au Sparta Rotterdam, puis il est parti en Belgique. Il joue à partir de 1972 au KSV Waregem. Le club évolue alors en Division 2. Il termine meilleur buteur du championnat en marquant 21 buts, ex æquo avec son compatriote Joannes Posthumus du KRC Malines. Waregem monte en Division 1 cette année-là. La saison suivante, il remporte la Coupe de Belgique en marquant deux des quatre buts de son club en finale.
En 1978, il est transféré au KAA La Gantoise. Il remporte sa deuxième Coupe de Belgique, dix ans après la première, en 1984 avec les Buffalos.

## Palmarès
- Meilleur buteur du Championnat de Belgique D2 en 1973 (21 buts)
- Vainqueur de la Coupe de Belgique en 1974 avec le KSV Waregem
- Vainqueur de la Coupe de Belgique en 1984 avec le KAA La Gantoise